# Cissus aphylla
Cissus aphylla är en vinväxtart som beskrevs av Emilio Chiovenda. Cissus aphylla ingår i släktet Cissus och familjen vinväxter. Inga underarter finns listade i Catalogue of Life.